# Pseudogyrinocheilus
Genre
Pseudogyrinocheilus est un genre de poissons téléostéens de la famille des Cyprinidae et de l'ordre des Cypriniformes.

## Liste des espèces
Selon FishBase (20 novembre 2016) :
- Pseudogyrinocheilus longisulcus Zheng, Chen & Yang, 2010
- Pseudogyrinocheilus prochilus (Sauvage & Dabry de Thiersant, 1874)